# シネルギステス門
シネルギステス門（Synergistetes）は、細菌の一門である。この門に属す細菌の多くはグラム陰性の桿菌で、ペプチドや脂質を嫌気環境で代謝する。いくつかの種は動物の消化器官に存在しており、歯周病、胃腸や軟組織への感染症に関係する。この他嫌気性の廃水処理設備や油田からも見出されている。